# 豊田一美
豊田 一美（とよた かずみ、1947年 7月28日 - ）は、三重県出身のラジオDJ。

## 概要
FM滋賀開局以前はエフエム大阪のDJであった。そのFM大阪の正社員アナウンサーとして入社した当時、「FM大阪ニュース」のお昼前（午前11時55分）の生放送の時、よど号ハイジャック事件が発覚し、その現行の下読みをしていた最中に4枚目の原稿が抜けてしまい、蒼白となったというエピソードを持っている。
e-radio開局当初からDJを勤めており、e-radioの元代表取締役常務でもあった。ぶんぶんブログ主宰者。e-radio内で行われている話し方の基本やコミュニケーション術、ナレーションやDJなどを学ぶサテスタ塾元塾長。愛称は「豊パパ」。
2006年12月1日、e-radio開局10周年特別番組（7：30～20：00）において同時進行で自転車による琵琶湖一周に挑戦し、約12時間かけて番組放送中に完走を果たした。翌年11月30日の開局特別番組放送において、自転車による琵琶湖一周に再び挑戦。完走を果たし、その日をもってe-radioを退職した。
現在は滋賀県のインターネットラジオ局A-RADIO（ええラジオ）の運営に携わっている。

### 過去に出演した番組
- 湖岸通り77番地（e-radio、金曜 7:30～15:00）
- おひるねっとステーション（e-radio、金曜 12:00～12:55）
- WONDERFUL MUSIC STATION radio papa（エフエム大阪）
- ええラジオ「きんく」（A-RADIO、金曜 21:00～）